# Michele Miranda
Michele „Mike“ Miranda (* 26. Juli 1896 in San Giuseppe Vesuviano, Metropolitanstadt Neapel; † 16. September 1973 in Boca Raton, Palm Beach County, Florida), auch bekannt als Mike Mirandi, Mr. Big und Frank Russi, war ein italienisch-amerikanischer Mobster der amerikanischen „Cosa Nostra“ und von 1957 bis 1972 der Consigliere der „Genovese-Familie“, vormals bekannt als „Luciano-Familie“. Miranda gilt als einer der berüchtigtsten Gangster den das Stadtviertel Little Italy in Manhattan, New York City hervorbrachte.

## Leben

### Immigration und erste Kontakte zur Kriminalität
Michele Miranda wurde am 26. Juli 1896 in der Gemeinde San Giuseppe Vesuviano, Metropolitanstadt Neapel geboren und emigrierte im Jahr 1905 mit seiner Familie in die Vereinigten Staaten nach New York, wo er bereits im Teenager-Alter kriminell wurde. Seine erste Verhaftung erfolgte im Jahr 1915 wegen geringfügigen Diebstahls, wofür er 30 Tage in Haft verbüßte.
Während der frühen 1920er-Jahre, in der Zeit der Prohibition, fungierte Miranda in Lower Manhattan bereits als eine der Schlüsselfiguren im Umfeld von Charles „Lucky“ Luciano, der zur Mitte der 1920er-Jahre ein wichtiger Bestandteil von Giuseppe „Joe“ Masserias Organisation wurde, welche als Vorläufer der „Genovese-Familie“ gilt. Im Jahr 1926 heiratete Miranda seine Geliebte Lucia DeLorenzo, mit der er den gemeinsamen Sohn Anthony Michael bekam.

### Der Krieg von Castellammare
Zwischen 1930 und 1931, während des sogenannten Krieges von Castellammare, in dem die Unterwelt-Bosse Joe Masseria und Salvatore Maranzano um die Kontrolle der Stadtbezirke Manhattan und Brooklyn als Operationsgebiet kämpften, rückte Miranda enger mit Vito Genovese zusammen, der zu dieser Zeit ein angesehener Lieutenant der Masseria-Bande war. Häufig trat Miranda als „Vollstrecker“ für Lucky Luciano auf und stand ihm zur Seite, als dieser gemeinsam mit Meyer Lansky die Ermordung von Maranzano plante, den Luciano gegen Masseria auszuspielen versuchte. Als Masseria am 15. April 1931 durch eine Intrige seitens Lucianos’ ermordet wurde und Maranzano wenig später zur Absicherung der eigenen Macht, den Mord an Luciano, Genovese und weiteren Mobstern plante, kamen ihm Luciano und seine Partner zuvor und ließen ihn am 10. September 1931 ermorden. Fortan war Miranda Mitglied des als „Luciano-Familie“ klassifizierten Clans, dem Luciano als Boss, Genovese als Underboss und Frank Costello als Consigliere (ital. Ratgeber) vorstand.

### Aufstieg in der Unterwelt
Unlängst aufgestiegen zum Lieutenant und tätig als Aufseher der Luciano-Familie für ihre Aktivitäten im Garment District des Stadtbezirks Manhattan, wurden Miranda und Genovese neben vier weiteren Personen am 17. August 1944 wegen Mordes des am 19. September 1934 ermordeten New Yorker Gangster Ferdinand Boccia angeklagt. Aus Mangel an Beweisen wurde die Anklage gegen Miranda jedoch abgewiesen. In der Jamaica Bay soll später die Leiche seines Anklägers aufgefunden worden sein.

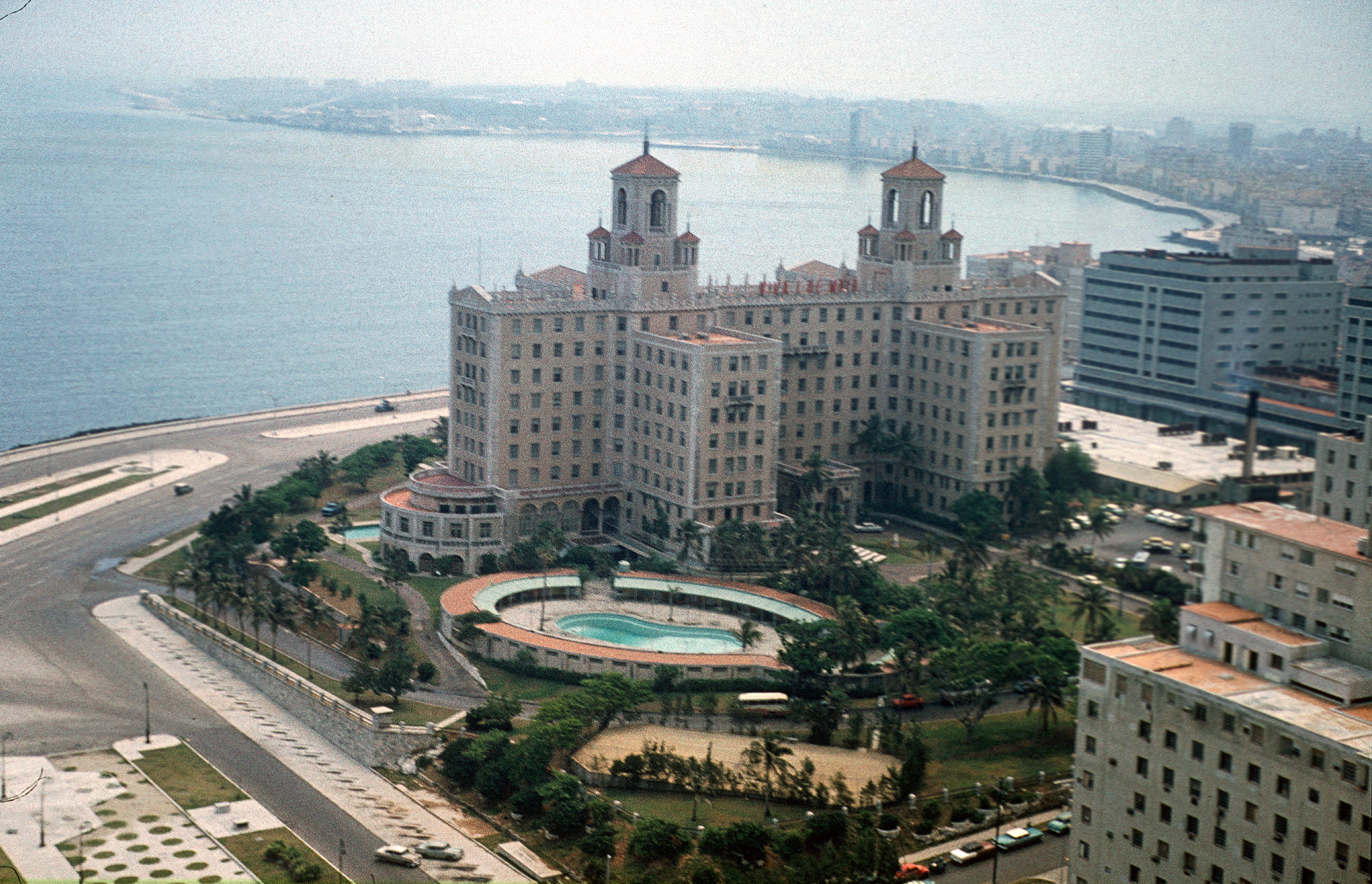
Hotel Nacional de Cuba

Miranda war einer der circa 20 aus New York City, Chicago, Buffalo, New Orleans, Tampa, New Jersey, Cleveland, Las Vegas und Louisiana angereisten Unterweltgrößen auf der von Lucky Luciano und Meyer Lansky einberufenen einwöchigen Tagung, die im Dezember 1946 im Hotel Nacional de Cuba auf Havanna abgehalten und später als „Havanna-Konferenz“ bezeichneten wurde. Ein wichtiges Thema auf der Tagung war Genoveses’ Ambition sich an die Spitze der Luciano-Familie zu stellen und Costello zu verdrängen, der von 1937 bis 1946 als amtierender Boss die Tagesgeschäfte für Luciano leitete, nachdem dieser 1936 wegen Zwangsprostitution zu zwischen 30 und 50 Jahren Gefängnishaft verurteilt und im Jahr 1946 durch seinen Einfluss bei der sogenannten „Operation Underworld“, an der auch Miranda beteiligt war, zwar aus der Haft entlassen, aber im Gegenzug nach Italien ausgewiesen wurde und sich auf Kuba aufhielt um seine Geschäftsinteressen vertreten zu können. Anschließend erfuhren die U.S.-Behörden von Lucianos’ Aufenthalt auf Kuba und erwirkten, dass er nach Italien deportiert wird, wodurch Costello das offizielle Oberhaupt der Familie wurde, bis Genovese ihn im Jahr 1957 verdrängte und Gerardo „Jerry“ Catena als seinen Unterboss, sowie Miranda als Berater einsetzte. Somit war Miranda als „Nummer 3“ des fortan als „Genoves-Familie“ klassifizierten Clans, einer der einflussreichsten Mafiosi des Landes.

### Das Apalachin-Meeting und seine Folgen
Angereist mit Carlo Gambino, Paul Castellano und Armand „Tommy“ Rava, war Miranda auf Joseph „Joe“ Barbaras Anwesen in dem Ort Apalachin in Owego einer der über 100 anwesenden hochrangigen Mafiosi des ganzen Landes bei dem sogenannten „Apalachin-Meeting“ – ein Gipfeltreffen der amerikanischen Cosa Nostra das am 14. November 1957 durch Strafverfolgungsbehörden vorzeitig aufgedeckt wurde und die Existenz der italo-amerikanischen Mafia bestätigte. Miranda war einer von 62 Personen die an jenem Tag kurzzeitig in Gewahrsam genommen und identifiziert wurden.
Die immensen Nachforschungen nach dem Apalachin-Treffen führten zu zahlreichen Strafverfahren. Nachdem Miranda und weitere Personen sich trotz eines Angebots der Immunität seitens der Staatsanwaltschaft geweigert hatten vor der New York State Commission of Investigation über das Apalachin-Treffen zu sprechen, mit der Begründung, dass sie sich mit einer Aussage selbst belasten könnten, wurden er und 26 weitere Personen am 13. Mai 1959 im Bundesgericht von Manhattan wegen Verschwörung zur Behinderung der Justiz angeklagt. Miranda befand sich bereits seit dem 15. August 1958 in Gewahrsam und wurde am 12. August 1959 erneut vor die Untersuchungskommission zitiert, woraufhin Miranda diesmal zwar eine Aussage tätigte, diese aber von dem Vorsitzendem der Kommission als „unglaublich falsch, ausweichend und darauf ausgerichtet, die Kommission zu behindern“ bezeichnet wurde. Die Berufungsabteilung des Obersten Gerichtshofs der Vereinigten Staaten begnadigte Miranda jedoch am 20. November 1959 und er wurde aus der Haft entlassen.
Genovese, der am 7. Juli 1958 wegen Verschwörung zum Import und Verkauf von Betäubungsmitteln angeklagt und am 17. April 1959 wegen illegalen Handels mit Betäubungsmitteln zu 15 Jahren Haft verurteilt wurde, entwarf bereits vor seiner Inhaftierung Pläne, seine Organisation unter die Leitung eines „3 Mann-Führungsgremiums“ zu stellen, das sich fortan aus dem zum amtierenden Boss ernannten Greenwich Village-Capo Thomas „Tommy Ryan“ Eboli, Jerry Catena und Miranda zusammensetzte. Genovese gab somit Befehle aus seiner Gefängniszelle an die Mitglieder des Gremiums weiter, während sie die alltäglichen Familienaktivitäten durchführten.

### Letzte Jahre
Laut den Aussagen von Joseph Michael „Joe“ Valachi, der bereits seit den frühen 1930er-Jahren Mitglied der Luciano-Familie war und im Jahr 1963 während der sogenannten „McClellan-Hearings“ das als „Omertà“ bezeichnete Gebot des Schweigens brach und diverse Geheimnisse der amerikanischen Cosa Nostra preisgab, gehörten zur „Miranda-Crew“ – eine „neapolitanische Fraktion“ der Familie – zu jener Zeit die Soldatos John Gregory „Buster“ Ardito, Lorenzo „Chappie“ Brescia, Anthony „Tony The Sheik“ Carillo, Francesco „Frank“ Celano, Salvatore „Little Sally“ Celembrino, Alfred „Al“ Criscuolo, Peter „Pete“ DeFeo alias Philie Aquilino, Joseph DeMarco, Joseph A. „Socks“ Lanza, Alfonso Marzano, Barney Miranda, David „Little Davy“ Silvio Petillo, Mathew Principe, der künftige Straßenchef Alphonse Frank „Funzi“ Tieri, Eli „Joe the Baker“ Ziccardi, Joseph „Joe Curly“ Agone, Philip „Phil Katz“ Albanese, Ottilio „Franky the Bug“ Caruso, Michael „Mike Costello“ Clemente, George Filippone alias Georgie Argento, Joseph „Joe Beck“ Lapi, George Nobile alias George Noble und Michael „Mike“ Spinella alias Martin Steel.
Im Oktober 1965 wurden Miranda, Thomas Eboli und weitere Personen, da sie sich mit „bekannten Kriminellen“ getroffen hatten, vom New York City Police Department wegen Verstoßes gegen ihre Bewährungsauflagen verhaftet und wegen Zusammenschluss mit bekannten Straftätern angeklagt. Alle verhafteten Personen wurden jedoch binnen einer Woche aus der Haft entlassen. Ein Jahr später, am 22. September 1966 wurde Miranda erneut zusammen mit Eboli und 11 weiteren hochrangigen Mafia-Mitgliedern, darunter Carlo Gambino, „Neil“ Dellacroce und Joseph Colombo aus New York City, sowie Santo Trafficante, Jr. aus Tampa und Carlos Marcello aus New Orleans in einem Restaurant in Queens festgenommen. In den Medien wurde das Geschehen als „Little Apalachin“ bezeichnet. Miranda wurde erneut beschuldigt, sich mit bekannten Kriminellen verabredet zu haben. Jedoch wurde auch diese Anklage später fallen gelassen.
Aufgrund einer Diabetes-Erkrankung während seines fortgeschrittenen Alters, trat Miranda im Jahr 1972 als Consigliere zurück, ging in den Ruhestand und verbrachte seinen Lebensabend in Florida. Michele Miranda starb am 16. September 1973 im Alter von 82 Jahren eines natürlichen Todes in Boca Raton, Palm Beach County, Florida und wurde auf dem Friedhof Woodlawn Cemetery in New York City bestattet.

## Trivia
Der hochrangige Mobster Vito Genovese, der im Jahr 1933 bezüglich einer geschäftlichen Investition nach Italien reiste und den faschistischen Parteisekretär Achille Pisani von Benito Mussolinis’ Regierung traf, beschrieb seine Stellung in New York City, laut Berichten, mit den Worten: 

„You want to know who really rules New York? It's four people: me, Lucky Luciano, Mike Miranda, and Dutch Schultz.“

Ein im Jahr 1960 durch das Federal Bureau of Narcotics verfasstes Dossier über die im Jahr 1957 bei dem sogenannten „Apalachin-Meeting“ anwesenden Gangster, beschreibt Miranda als einen der skrupellosesten und gefürchtetsten Gangster der Vereinigten Staaten, der sich an Rauschgiftschmuggel, Mord und Erpressung beteiligt habe und einer der führenden Kriminellen im Bereich illegaler Aktivitäten der Bekleidungsindustrie von New York City sei. Beruflich sei er offiziell als Cadillac-Verkäufer für ein in Hell’s Kitchen, Manhattan ansässiges Unternehmen namens „Hunton & Raffo“ tätig gewesen. Laut Regierungszeugen war Miranda an mehreren legalen Fassaden beteiligt. Unter anderem sei er bei einem Jukebox-Unternehmen namens „Local Vending“ in Queens und dem Dienstleistungsgeschäft „Tobacco Services, Inc.“ in Murray Hill, Manhattan Teilhaber gewesen.
Der berüchtigte Mobster Anthony „Fat Tony“ Salerno wurde Mirandas Nachfolger als Consigliere.

## Adaptionen
- In dem Film Mob Town aus dem Jahr 2019 wird Miranda durch Anthony DeSando verkörpert.